# Eucoptocnemis ankarensis
Eucoptocnemis ankarensis is een vlinder uit de familie uilen (Noctuidae). De wetenschappelijke naam is voor het eerst geldig gepubliceerd in 1931 door Rebel.
De soort komt voor in Europa.